# Рамат-ха-Негев
Рамат-ха-Негев — региональный совет в Южном административном округе Израиля, в пустыне Негев. Крупнейший региональный совет в Израиле с площадью 4099,2 квадратного километра, его штаб-квартира находится на шоссе 40 между Машабей-Саде и Тлалим.
В региональный совет входят 13 населённых пунктов: 4 кибуца, 2 мошава и 7 общинных поселений.

## История
Началом еврейского заселения района Рамат-ха-Негев было создание в 1943 году кибуца Ревивим, одной из трех опорных точек в Негеве, которыми были сельскохозяйственные опытные станции, изучавшие климатические условия окружающей среды и обучавшие фермеров с целью повышения эффективности методов ведения сельского хозяйства и увеличения производства сельскохозяйственной продукции. В ноябре 1947 года был основан кибуц Машабей-Саде, первоначально известный под именем «Халуца» (Пионер).

## Население
По статистическим данным Центрального статистического бюро Израиля население регионального совета на 2024 год составляет 8 679 человек.